# ريك وايت (متسلق جبال)
ريك وايت (بالإنجليزية: Rick White)‏ هو متسلق جبال أسترالي، ولد في 1946، وتوفي في 26 نوفمبر 2004.